# Ptolémée Memphitès
Pour les articles homonymes, voir Ptolémée (homonymie).
Ptolémée Memphitès (grec ancien : Πτολεμαῖος ὁ Μεμφίτης Ptolemaíos ho Memphítēs) né en 144 ou 143 av. J.-C. à Memphis (Égypte) ; mort en 130 av. J.-C. à Chypre) est le fils du roi égyptien Ptolémée VIII et de sa sœur Cléopâtre II. Nommé héritier du trône en 130 av. J.-C., il est exécuté par son père au cours de sa dispute avec Cléopâtre II.

## Biographie
Ptolémée Memphitès est né peu après 145/144 avant J.-C. Le mariage de ses parents a eu lieu dans la seconde moitié de 144 av. J.-C., probablement dans la seconde moitié de 144 ou 143 av. J.-C. Quoi qu'il en soit, selon l'historien gréco-sicilien Diodore, sa naissance a eu lieu au moment du couronnement de son père selon le rite égyptien dans l'ancienne capitale, Memphis. Ptolémée VIII a donné à son fils le nom de son lieu de naissance Memphitès. Par ailleurs, le fils de ce roi est mentionné par les auteurs anciens sans donner son nom. Cependant, d'après les inscriptions et les reliefs qui font très probablement référence à lui, il est pratiquement certain qu'il portait également le nom dynastique habituel de Ptolémée. Il peut probablement être identifié avec l'enfant représenté sur le mur extérieur est du naos du d'Horus à Edfou, il y est représenté avec Ptolémée VIII et sa sœur épouse Cléopâtre II et est appelé héritier du trône. Puisque la dédicace du temple a eu lieu le 10 septembre 142 av. J.-C., Ptolémée Memphitès a dû être élevé au rang de prince héritier un peu avant. Son nom de culte est indiqué sur le relief mentionné sous le nom de Theos Euergetes (« dieu bienveillant »). De plus, l'enfant représenté sur le mur ouest du même temple avec Ptolémée VIII et Cléopâtre II représente probablement Ptolémée VII qui est probablement le fils cadet de Ptolémée VI et Cléopâtre II et donc un demi-frère de Ptolémée Memphitès,.
Bien qu'il ait été nommé héritier du trône, il n'est pas certain que Ptolémée Memphitès ai jamais été nommé co-régent avec son père. Le second mariage de Ptolémée VIII avec Cléopâtre III, la fille cadette de sa sœur Cléopâtre II et de son frère Ptolémée VI, est probablement à l'origine de la guerre civile qui éclata près d'une décennie plus tard. En raison d'un soulèvement populaire, Ptolémée VIII doit entrer en guerre en 130 av. J.-C. Il fuit Alexandrie et se retire à Chypre, tandis que Cléopâtre II est désormais en mesure d'exercer son contrôle sur la capitale. D'après le récit de l'historien Justin, Ptolémée VIII emmène Cléopâtre III et son fils, puis fait enlever Memphitès de Cyrène et l'assassiner afin de l'éliminer comme possible co-régent de Cléopâtre II. Il est exécuté sur ordre de son père après avoir appris la destruction de ses statues et la reconnaissance de Cléopâtre II comme reine unique par les Alexandrins. Ptolémée VIII fait dépecer le corps de son propre fils, âgé de treize ans, et envoyer dans une caisse les morceaux à sa mère. Cependant, le roi est incapable d'intimider les Alexandrins et sa sœur avec cette approche cruelle. Cette dernière montre au peuple le corps démembré de son fils, suscitant ainsi sa colère. Même à Rome, le meurtre du fils du jeune roi est évoqué lors d'un débat au sénat en 130 av. J.-C..
Dans le cadre d'un décret d'amnistie globale en 118 av. J.-C. par Ptolémée VIII, un prince héritier qu'il avait fait assassiner fut réhabilité à titre posthume et accepté dans le culte dynastique sous le nom de Theos Neos Philopator (« jeune dieu aimant son père »). Ce prince héritier est probablement Ptolémée Memphitès et non, comme on le supposait précédemment, Ptolémée VII,.